# Volea, Terebovlea
Volea (în ucraineană Воля) este un sat în așezarea urbană Mîkulînți din raionul Terebovlea, regiunea Ternopil, Ucraina.

## Demografie
Componența lingvistică a localității Volea
     Ucraineană (99,76%)
     Alte limbi (0,24%)
Conform recensământului din 2001, majoritatea populației localității Volea era vorbitoare de ucraineană (99,76%), existând în minoritate și vorbitori de alte limbi.